# Karol Golda

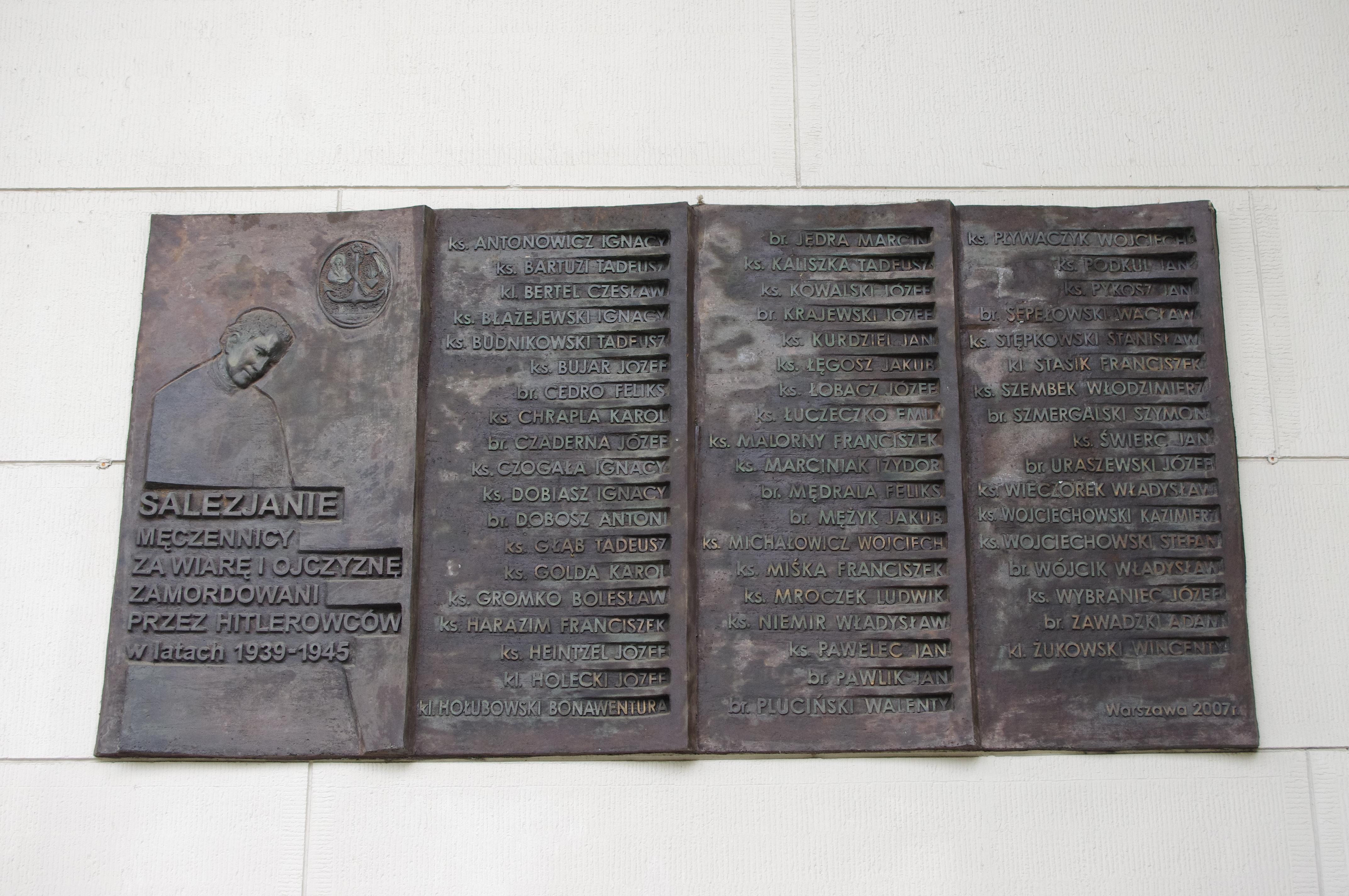
Tablica upamiętniająca salezjanów pomordowanych w czasie II wojny światowej na ścianie bazyliki Najświętszego Serca Jezusowego w Warszawie

Karol Golda SDB (ur. 23 grudnia 1914 w Tychach, zm. 14 maja 1942 w KL Auschwitz) – Sługa Boży Kościoła katolickiego, polski duchowny katolicki, salezjanin.

## Życiorys
Urodził się na Górnym Śląsku i był synem Ludwika i Anny z domu Świerczyk. W 1927 został warunkowo przyjęty do zakładu salezjańskiego w Oświęcimiu, a po trzech latach przyjęto go do nowicjatu Zgromadzenia Salezjańskiego w Czerwińsku. 23 lipca 1932 roku złożył śluby czasowe. Po maturze został wysłany do Daszawy, by pracować wśród chłopców. Dzięki wybitnym wynikom i opinii wystawionej przez przełożonych w 1935 mógł wyjechać do Rzymu, by podjąć studia filozoficzne na Uniwersytecie Gregoriańskim. 18 grudnia 1938 roku otrzymał święcenia kapłańskie w bazylice Sacro Cuore w Rzymie. Do kraju powrócił w 1939. W Poznaniu pomagał w pracach duszpasterskich, a później podjął pracę w Lądzie.
W czasie II wojny światowej został aresztowany 31 grudnia 1941 i przewieziony do niemieckiego obozu koncentracyjnego Auschwitz-Birkenau i tam otrzymał numer obozowy 18160. Tam był poddawany torturom, m.in. nie podawano mu pokarmu, aż w końcu został zamordowany 14 maja 1942.

## Proces beatyfikacyjny
Jest jednym z 122 Sług Bożych, wobec których 17 września 2003 rozpoczął się proces beatyfikacyjny drugiej grupy męczenników z okresu II wojny światowej.